# Zoë Mode
Zoë Mode était un studio de développement de jeux vidéo basé à Brighton, en Angleterre. C'était une filiale de la société Kuju Entertainment.
Le portfolio de jeux de Zoë Mode couvrait une variété de genres et comprenait des divertissements de grandes marques, des jeux sociaux originaux et une utilisation innovante des technologies de capture de mouvement telles que le PlayStation EyeToy et le Xbox 360 Kinect. Ils ont développé les franchises EyeToy: Play, SingStar, Disney Sing It et Zumba dans les domaines de la musique et des jeux de société. Zoë Mode est également connu pour avoir développé Crush, Chime et Haunt.

## Histoire
En 2003, Kuju Entertainment embauche l'équipe de Wide Games pour créer le studio de jeux vidéo Kuju Brighton.
En 2007, Kuju Brighton est rebaptisé Zoë Mode,. La première sortie du studio sous son nouveau nom était Crush pour Sega.
En 2009, Zoë Mode sort le jeu de puzzle Chime, produit par l'association à but non lucratif OneBigGame,.
En 2011, le studio signe un accord pour développer Zumba Fitness 2.
En juin 2013, Zoë Mode signe un accord pour développer Rock Revolution.

## Jeux
- 2005 : EyeToy: Play 3
- 2006 : SingStar Rocks!
- 2006 : EyeToy Play Sports
- 2007 : SingStar Pop Hits
- 2007 : Crush
- 2007 : Dancing with the Stars (en)
- 2007 : EyeCreate
- 2007 : EyeToy: Play Astro Zoo
- 2008 : Disney Sing It (en)
- 2008 : EyeToy Play: Hero
- 2008-2009 : Rock Revolution (en)
- 2008-2009 : You're in the Movies
- Marvel: Ultimate Alliance (2016 port of 2006)[Quoi ?]
- Marvel: Ultimate Alliance 2 (2016 port of 2009)[Quoi ?]
- 2010 : Chime
- 2010 : Grease (en)
- 2011 : Grease Dance (en)
- 2011-2012 : Zumba Fitness 2 (en)
- 2012 : Haunt (en)
- 2012 : Crush 3D (en)
- 2012 : Zumba Fitness Rush (en)
- 2012 : Zumba Fitness Core (en)
- 2013 : Zumba Fitness: World Party (en)
- 2013 : Zumba Kids (en)
- 2013 : Powerstar Golf (en)
- 2014 : Risk
- 2015 : Guitar Hero Live
- 2016 : Risk Urban Assault